# Aster sedifolius
Aster sedifolius es una especie de planta perteneciente a la familia Asteraceae. 

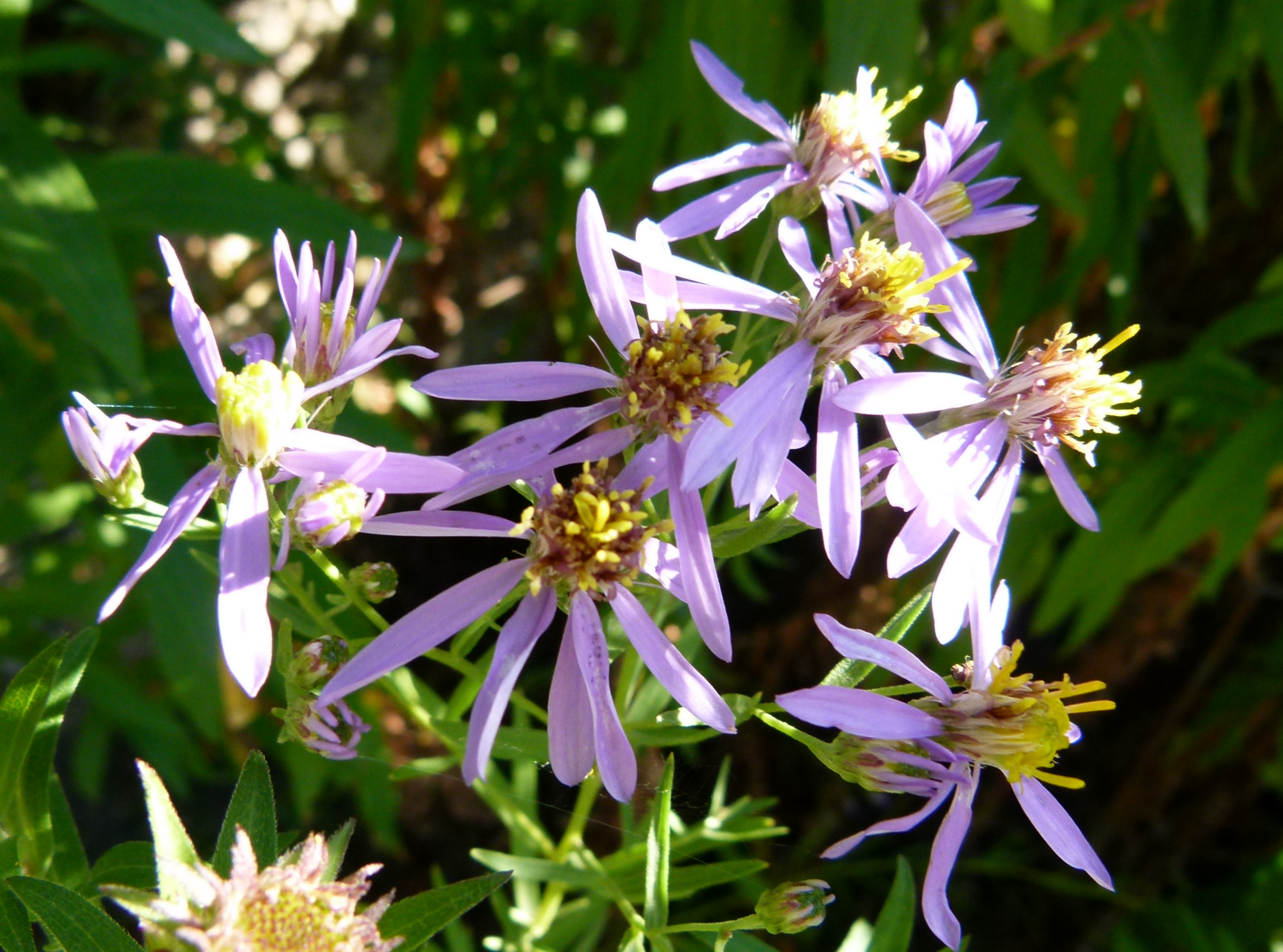
Detalle de las flores.

## Descripción
Planta, verde grisácea, con tallos erectos de entre 15-25 cm, ramificados en la parte superior. Hojas inferiores espatuladas, con tres nervios translúcidos que terminan en sendos dientes y que están presentes ya en el invierno, desapareciendo generalmente cuando la planta florece; a lo largo del tallo otras muy estrechamente lanceoladas, con puntitos glandulosos y bordes algo enrollados. Las flores de verano y otoño, son liguladas en la periferia, de hermoso color azul, separadas entre sí y poco numerosas; las internas son tubulares y amarillas, también poco numerosas. Crecen al extremo de los tallos, solitarias o en grupos, en el interior de unas "copas" largas y estrechas.

## Distribución y hábitat
En España, de Castilla y León hacia el este y  hasta Albania. Ausente en las islas.
En terrenos pedregosos secos y pastos entre tomillares y carrascas, principalmente en colinas.

## Taxonomía
Aster sedifolius fue descrita por  Carlos Linneo y publicado en Species Plantarum 874 1753.
Etimología
Aster: nombre genérico que deriva de (ἀστήρ), término en griego que significa "estrella", hace referencia a la forma de la cabeza floral.
sedifolius: epíteto latino que significa

## Nombre común
- Castellano: manzanilla de pastor.